# Higashi (comida)

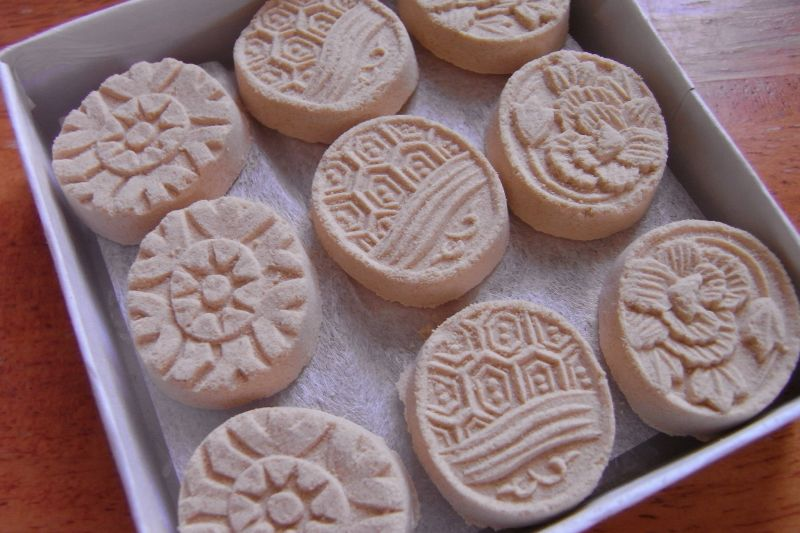
Una caja de higashi.

Higashi (del japonés: 干菓子 o 乾菓子, dulces secos), es un tipo de wagashi, que es seco y contiene muy poca humedad, y por lo tanto se mantiene relativamente por más tiempo que otros tipos de wagashi. Esta palabra puede ser dicha como el antónimo de namagashi, y la definición puede incluir rakugan, konpeito, senbei, arare, y así sucesivamente (aunque por lo general el senbei y otras imitaciones no son dulces y por lo tanto la palabra kashi/wagashi no es tan apropiada). 
La definición más estrecha de higashi se debe a estar hecho en general con uno o más tipos de azúcar, clases particulares de harina, y algunos otros aditivos, mientras que hay algunos hechos exclusivamente de azúcares. 
La harina utilizada en el higashi es por lo general a base de arroz, que tiene muchas variedades diferentes de sí mismo. Las harinas hechas de otros ingredientes, como azuki, soja o guisante verde y almidón se utilizan a menudo también. 
Los fabricados con wasanbon, azúcar prima japonesa de grano fino hecho con el método tradicional, se consideran como los mejores. 
El higashi más común y conocido es el rakugan, pero la definición de la palabra es un tanto vaga y a veces no es adecuada para un determinado tipo de wagashi, por lo que la palabra "higashi" sería mejor en algunos casos. 
Los higashi se sirven a menudo en las ceremonias de té japonesas.

## Lista de higashi
- Goshikiitō (五色糖) - Cinco sabores, Bainiku (ume al escabeche), Hakka (menta japonesa), Nikkei (canela), Shōga (jengibre), y Yuzu (sidra) cada uno con distintas formas.
- Hakusansekkei (白山雪渓)
- Hanakazura (花かずら)
- Mugirakushizuka (麦らく静)
- Nininsuzuka (二人静)
- Rakugan (落雁)
- Shigure no Matsu (時雨の松)
- Suiko (推古) - Aka (rosa roja) y Shiro (clara) están disponibles.

- Datos: Q3847429